# Visión de España
Der monumentale Wandzyklus Visión de España (deutsch sinngemäß: Vision von Spanien; englisch: Vision of Spain oder The Provinces of Spain) besteht aus vierzehn großformatigen Ölgemälden, die der spanische Maler Joaquín Sorolla in den Jahren 1913 bis 1919 für die Bibliothek der Hispanic Society of America in New York schuf. Das im Auftrag von deren Gründungsdirektor Archer Huntington entstandene Werk zeigt Szenen aus den verschiedenen Regionen Spaniens.

## Entstehung

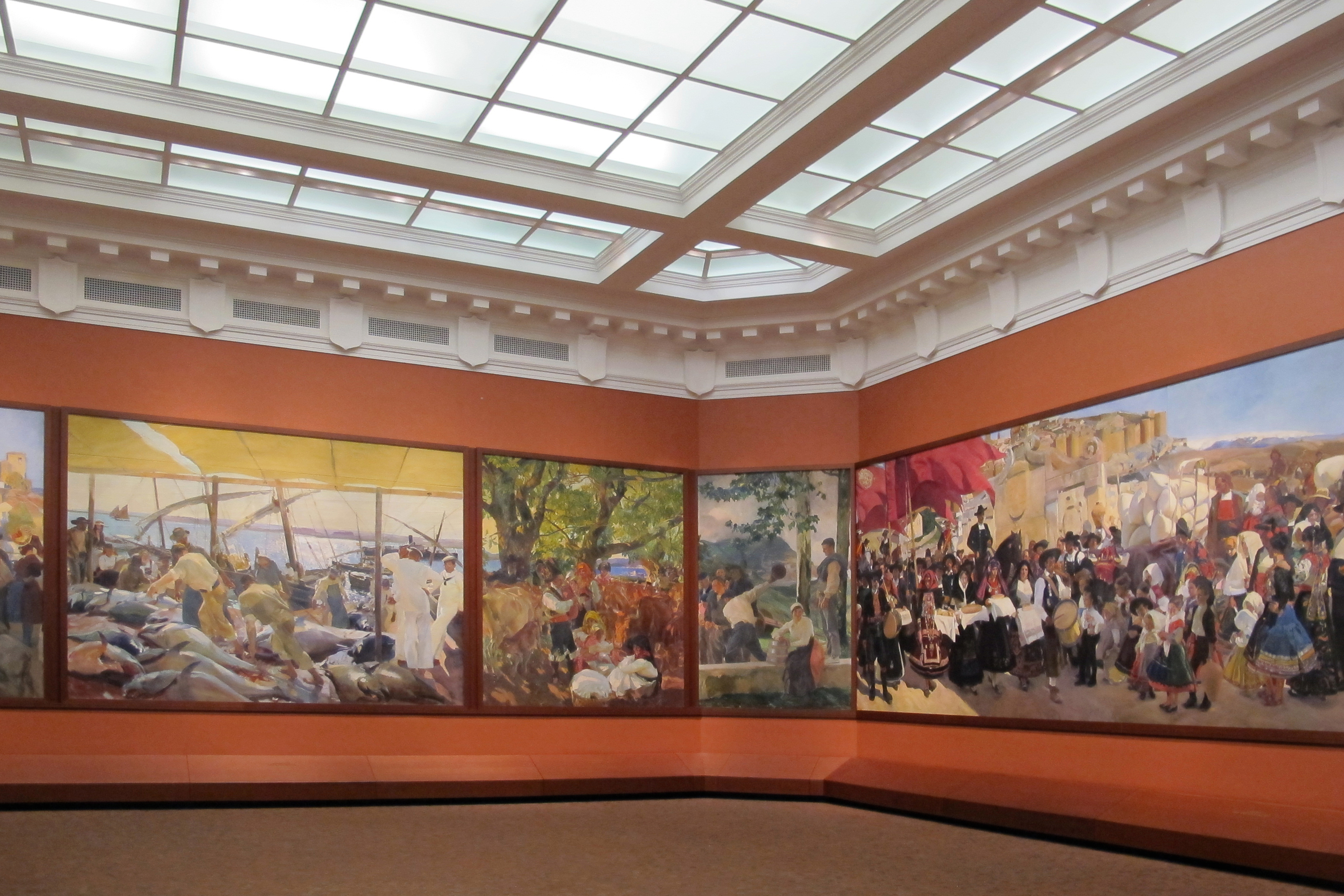
Visión de España in der Hispanic Society of America (Teilansicht)

Am 26. November 1911 unterzeichneten Sorolla und Huntington, Mäzen und Gründer der Hispanic Society of America, in Paris den Auftrag, eine Reihe von Ölgemälden über das traditionelle Leben auf der Iberischen Halbinsel malen zu lassen. Hierfür wurde ein Kaufpreis von 150.000 US-Dollar vereinbart. Nach Vorstudien entstanden so in den Jahren 1913 bis 1919 vierzehn großformatige Wandbilder in der Höhe von etwa 3,5 Metern und einer Gesamtlänge von knapp 70 Metern. Sie wurden später im neu erbauten Bibliotheksgebäude der Hispanic Society ausgestellt. Dieser bedeutendste Auftrag seiner Karriere bildet den Höhepunkt der späten Schaffensperiode des bereits international bekannten Künstlers Sorolla.
Sorolla verpflichtete sich, auch die Skizzen und Entwürfe an die Hispanic Society zu übergeben und die Gemälde vorher an keinem anderen Ort öffentlich auszustellen. Obwohl die Hispanic Society dem Werk den Namen Regiones de España (deutsch: Regionen Spaniens) gegeben hatte, zog Sorolla den Titel Visión de España vor. Er wollte damit keinen Geschichtszyklus schaffen, sondern eine umfassende Vision davon, wie er als Künstler sein Land sah, weit entfernt von romantischen Stereotypen und ohne die gleichmäßige Berücksichtigung aller regionalen Gegebenheiten. So wurden die Regionen Murcia, Asturien, die Kanarischen Inseln und die Balearen nicht als Teil des Zyklus ausgewählt. Andererseits wird die Region Andalusien zwar nur in einem Bildtitel benannt, wobei es zusätzlich zwei Szenen aus Sevilla und eine aus Ayamonte gibt. Für die Region Kastilien entstand ein Bild aus der Stadt León und nicht aus den anderen typisch kastilischen Regionen.
Trotz der enormen Dimensionen der Leinwände malte Sorolla alle Motive bis auf eines im Freien und reiste zu den jeweiligen Orten: Navarra, Aragonien, Katalonien, Valencia, Elche, Andalusien mit Sevilla und Ayamonte, Extremadura, Galizien, das Baskenland und León sind durch charakteristische Schauplätze und Menschen in lokaler Tracht dargestellt. Bereits 1917 war Sorolla nach eigenem Bekunden erschöpft und vollendete dennoch das letzte Bild im Juli 1919. Geschwächt durch einen Schlaganfall im Jahr 1920, starb Sorolla 1923, bevor sein Meisterwerk 1926 nach Fertigstellung der neuen Bibliothek in New York erstmals der Öffentlichkeit vorgestellt wurde.

## Restaurierung
Ab 2006 wurden die Gemälde restauriert und von November 2007 bis Februar 2010 die Gelegenheit genutzt, sie in verschiedenen spanischen Städten auszustellen: Museen in Valencia, Barcelona, Málaga, Bilbao, Sevilla und das Museo del Prado in Madrid waren beteiligt. Nie zuvor in Spanien öffentlich ausgestellt, zog Sorollas Meisterwerk mehr als 2 Millionen Besucher an und erwies sich als meistbesuchte Ausstellung in der Geschichte Spaniens. Im Jahr 2010 gelangten die Bilder wieder an ihren ursprünglichen Ort in der Bibliothek der Hispanic Society in New York.

## Rezeption
In ihrem Buch von 1957 Costumes: Painted by Sorolla in his Provinces of Spain kommentierte Ruth Matilda Anderson, die damalige Kuratorin für historische Kostüme der Hispanic Society, die auf Sorollas Bildern dargestellten Traditionen und Kleidungsstücke. Sie ging dabei vor allem auf ethnografische Hintergründe ein, indem sie die jeweiligen örtlichen Lebensgewohnheiten, die regionale Geschichte und Bräuche in Sorollas Gemälden erläuterte. Weiterhin enthält das Buch 105 Schwarz-Weiß-Illustrationen zu Details der Gemälde sowie Vorstudien und ähnlichen Bildern Sorollas in Öl oder Aquarell aus der Sammlung der Hispanic Society, Privatsammlungen und dem Sorolla-Museum in Madrid.
Einige Jahre bevor die Originalgemälde in Spanien gezeigt werden konnten, hatten das Museum Thyssen-Bornemisza in Madrid sowie das Museum für Schöne Künste in Valencia die Ausstellung „Sorolla y la Hispanic Society“ von Ende 1998 bis Anfang 1999 präsentiert. Darin wurden Skizzen und Vorstudien Sorollas zu den Gemälden des Zyklus sowie Porträts bedeutender Spanier gezeigt, die Sorolla für die Hispanic Society geschaffen hatte.
Von Dezember 2011 bis März 2012 zeigte das Queen Sofía Spanish Institute in New York eine Ausstellung unter dem Titel „Joaquín Sorolla & The Glory of Spanish Dress“ (deutsch sinngemäß: Joaquín Sorolla und der Glanz der spanischen Kleidung). Konzipiert von dem Modedesigner Óscar de la Renta, wurden dabei zahlreiche originale Kleidungsstücke, Schmuck, Skizzen und Fotografien aus den Beständen des Sorolla-Museums gezeigt, die der Künstler während seiner Arbeiten für den Gemäldezyklus verwendet bzw. gesammelt hatte.
Am 12. Juni 2013 präsentierte das spanische Nationalballett die Uraufführung einer Choreografie mit dem Titel Sorolla im Kulturzentrum Matadero in Madrid, die auf den Kostümen, Bräuchen und Tänzen in den einzelnen Gemälden der Visión de España beruhte. Diese Choreografie mit 250 eigens dafür angefertigten Kostümen wurde 2015 im Teatre del Liceu in Barcelona und im November 2017 erneut im Teatro Real in Madrid gegeben.

## Abbildungen

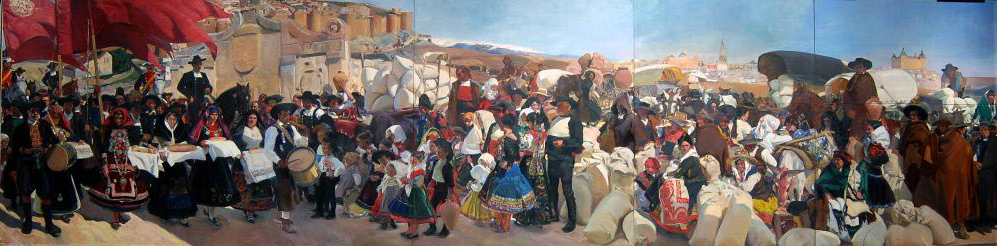
Castilla. La fiesta del pan (1913)
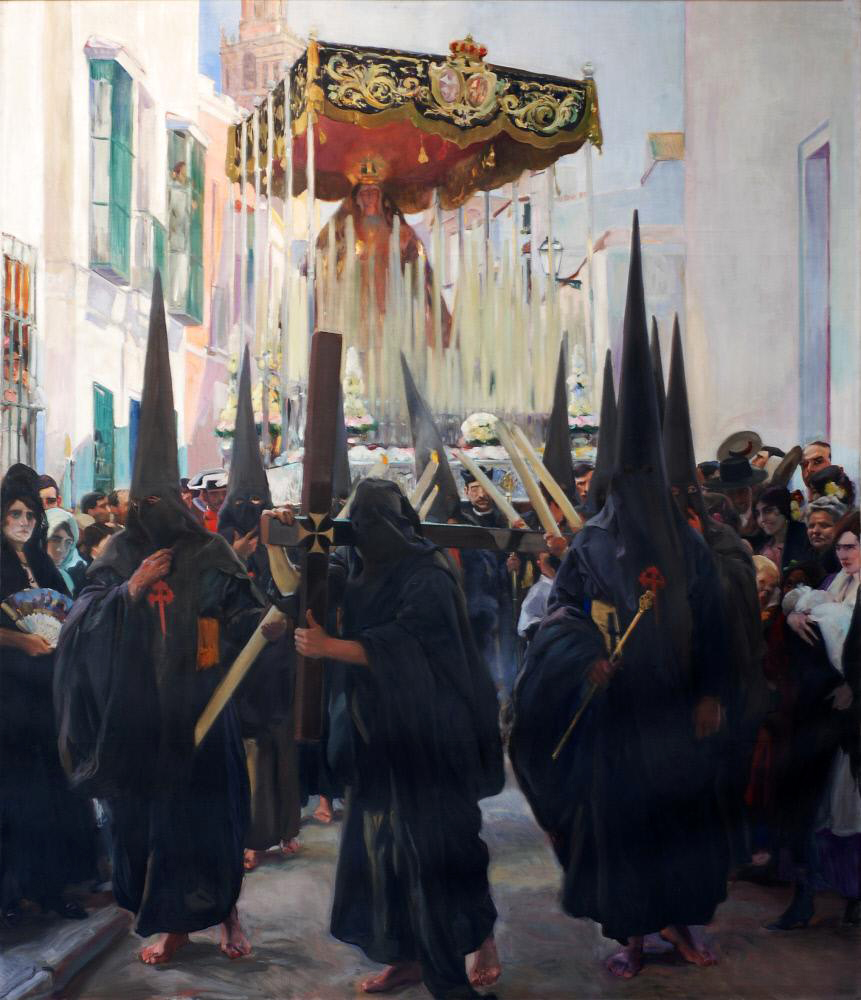
Sevilla. Los nazarenos (1914)
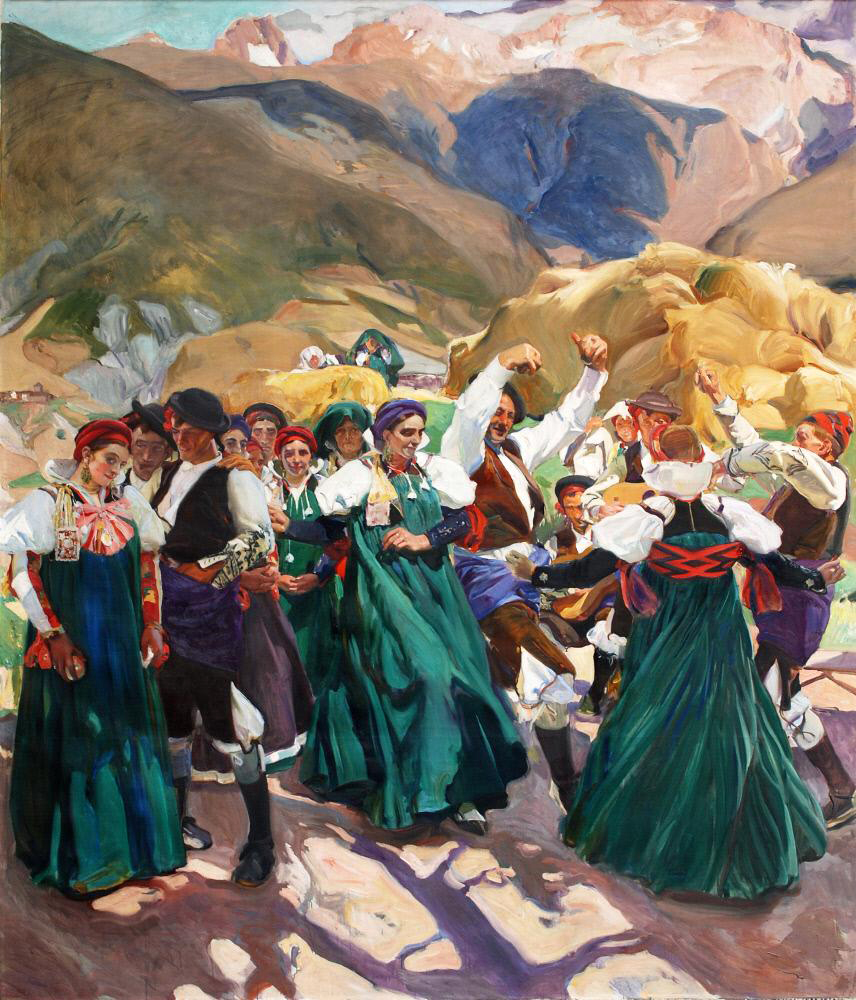
Aragón. La jota (1914)
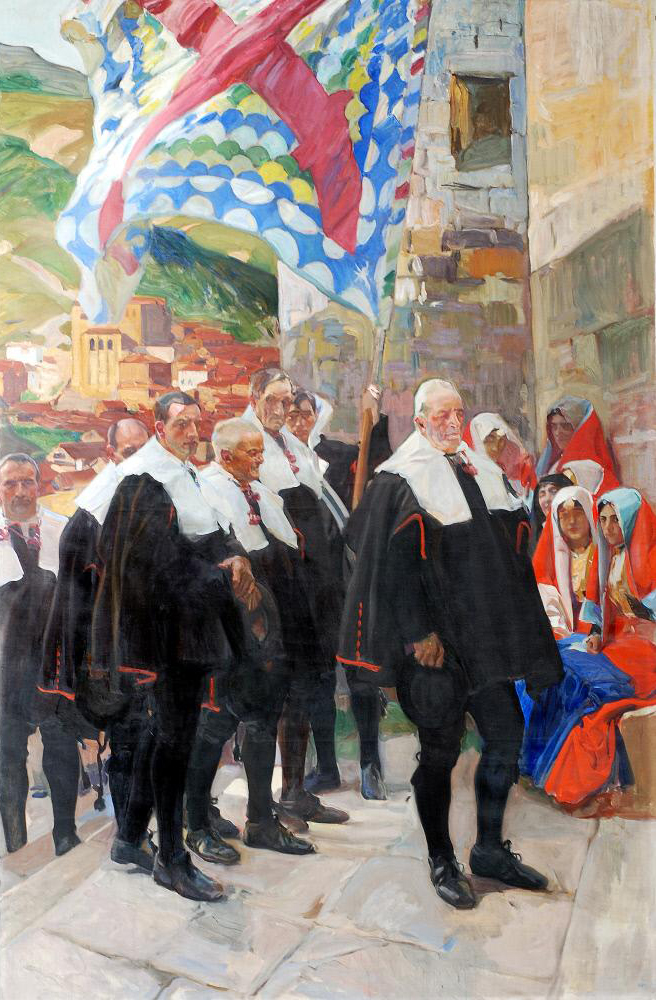
Navarra. El concejo del Roncal (1914)
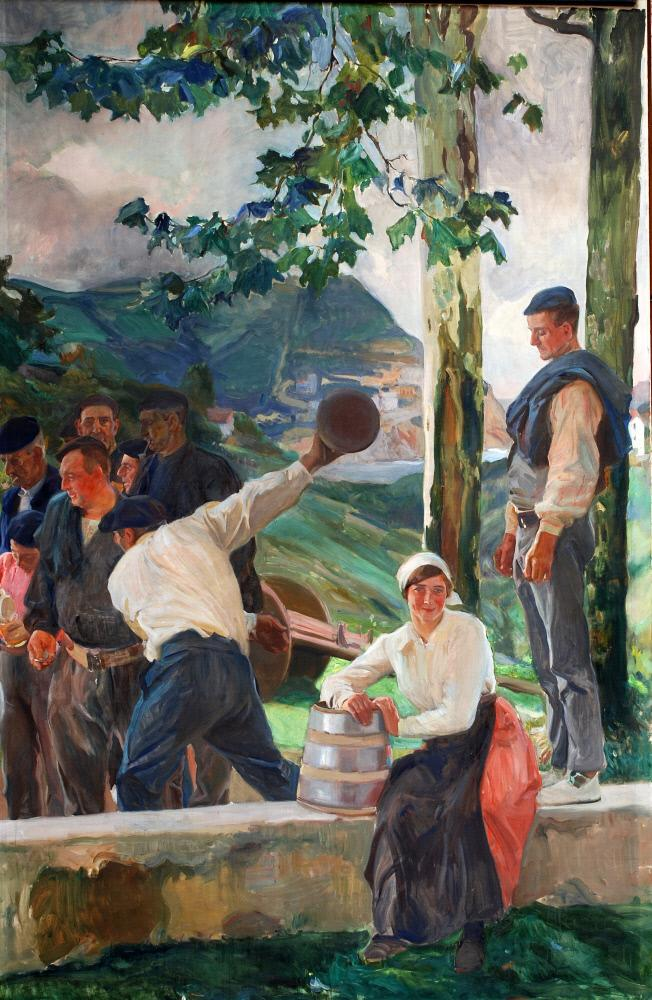
Guipúzcoa. Los bolos (1914)
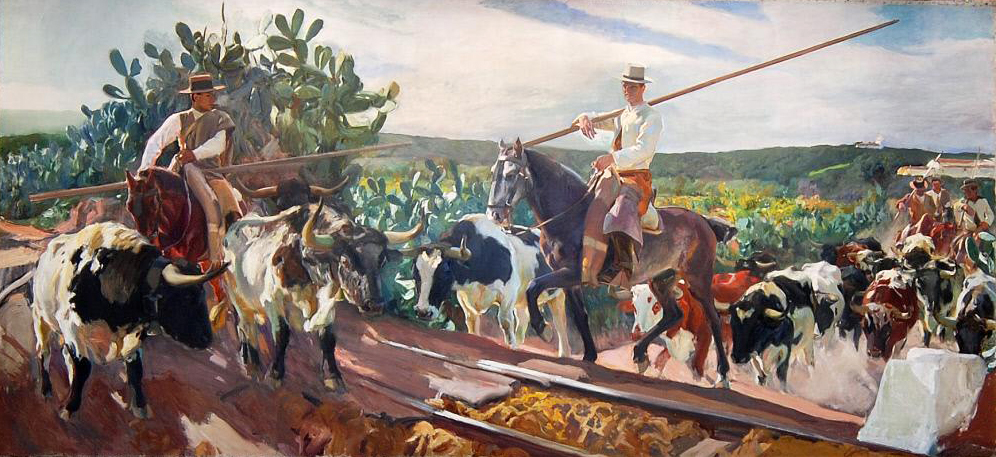
Andalucía. El encierro (1914)
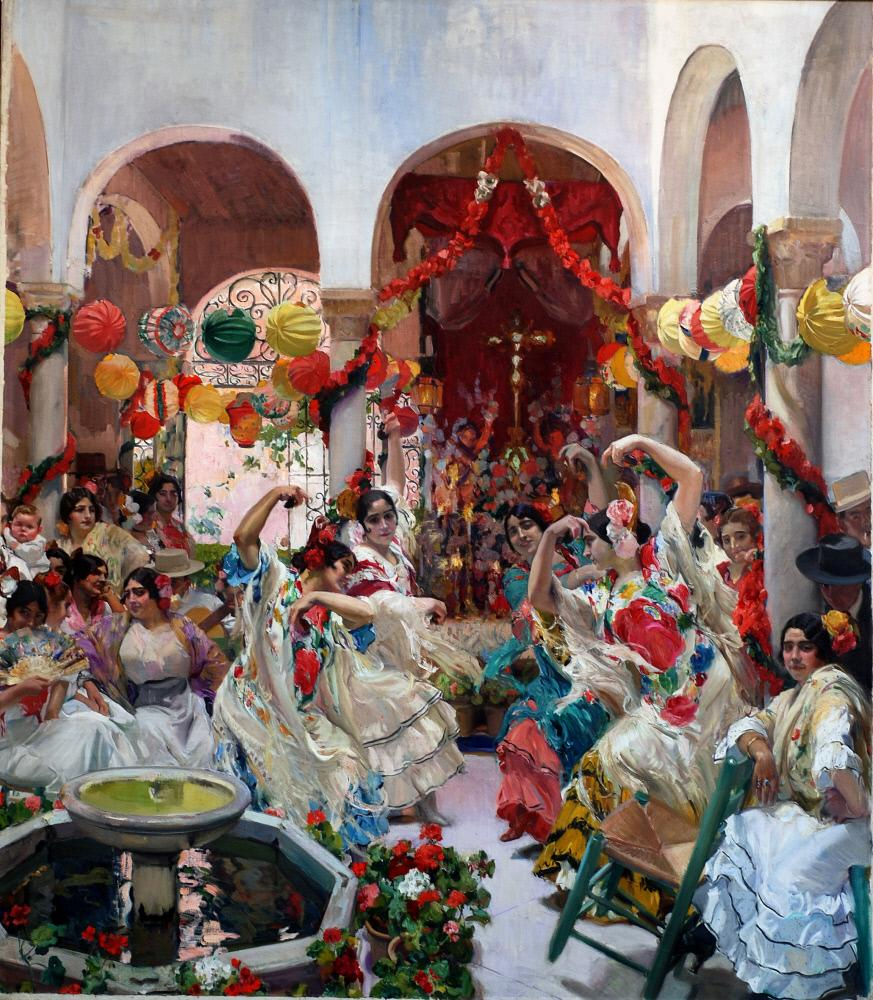
Sevilla. El baile (1915)
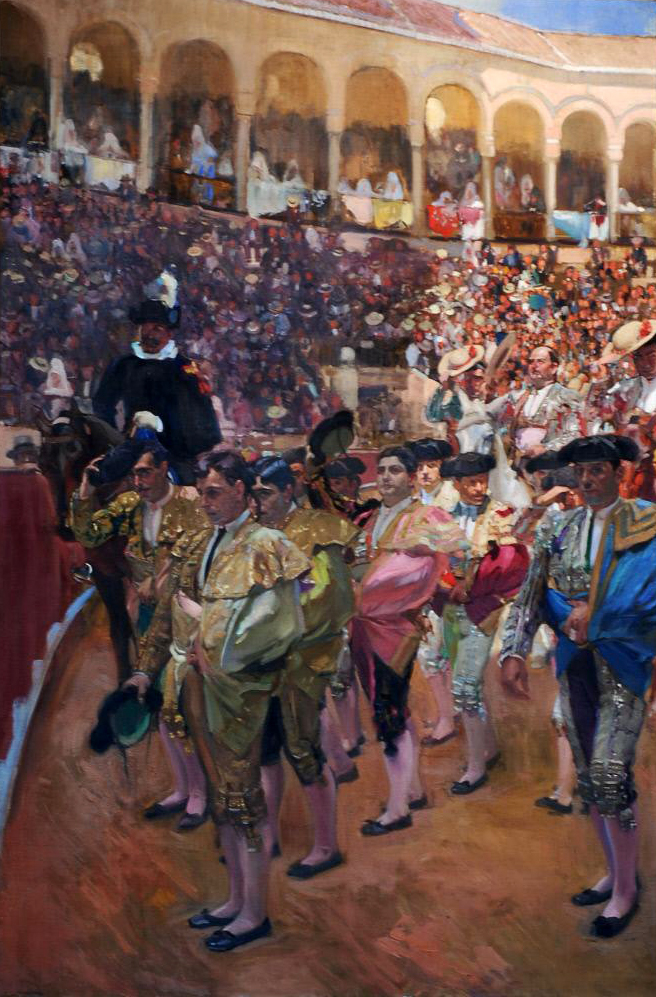
Sevilla. Los toreros (1915)
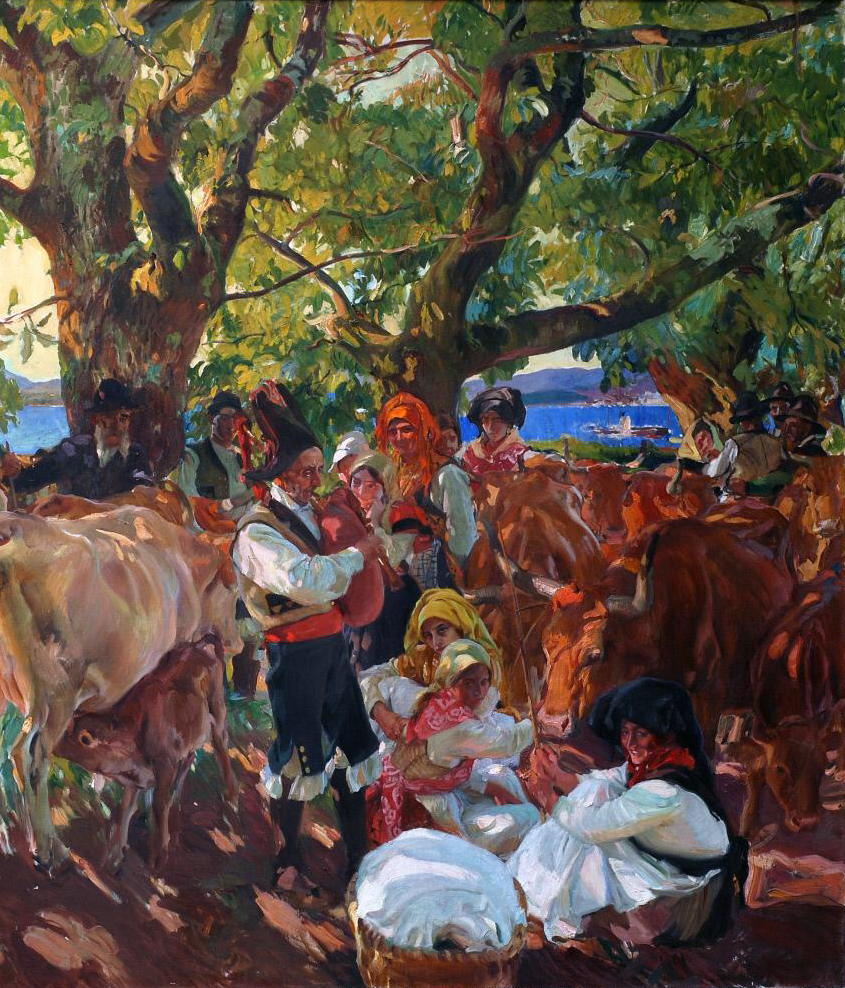
Galicia. La romería (1915)
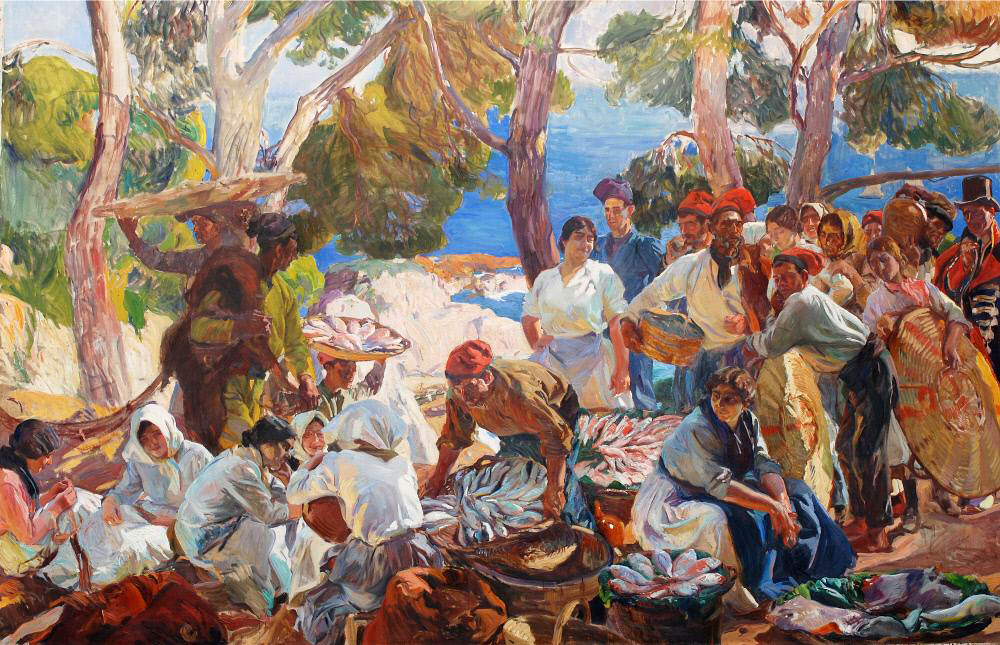
Cataluña. El pescado (1915)
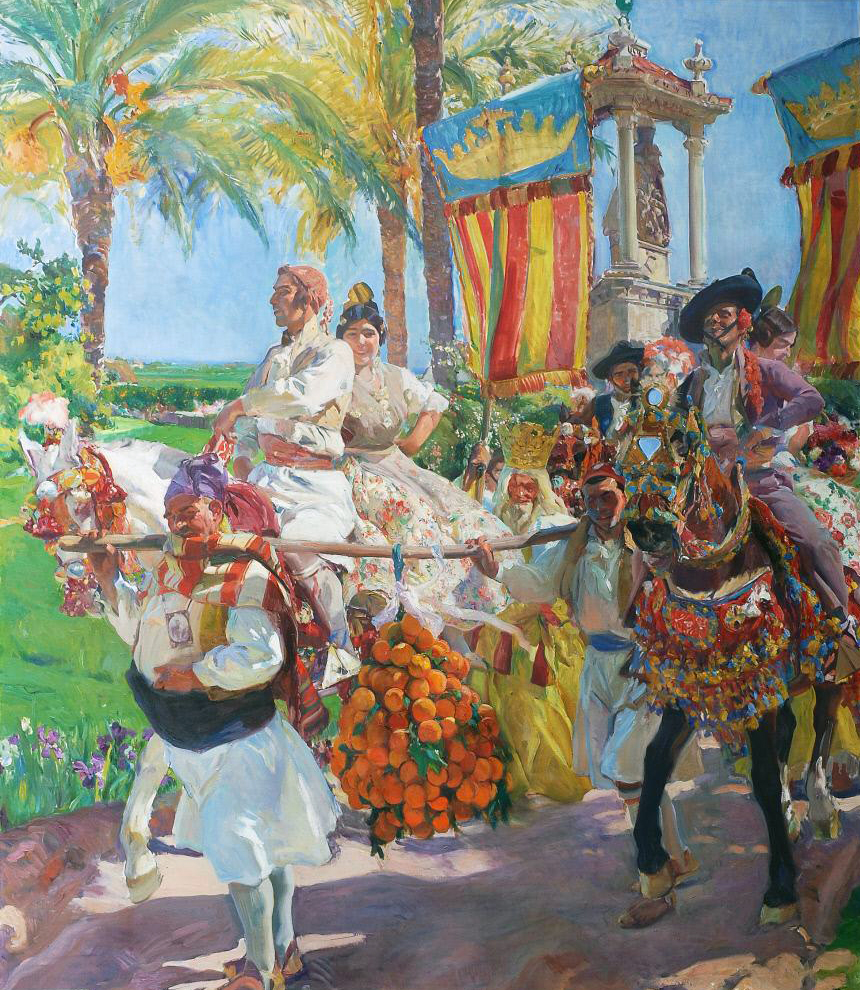
Valencia. Las grupas (1916)
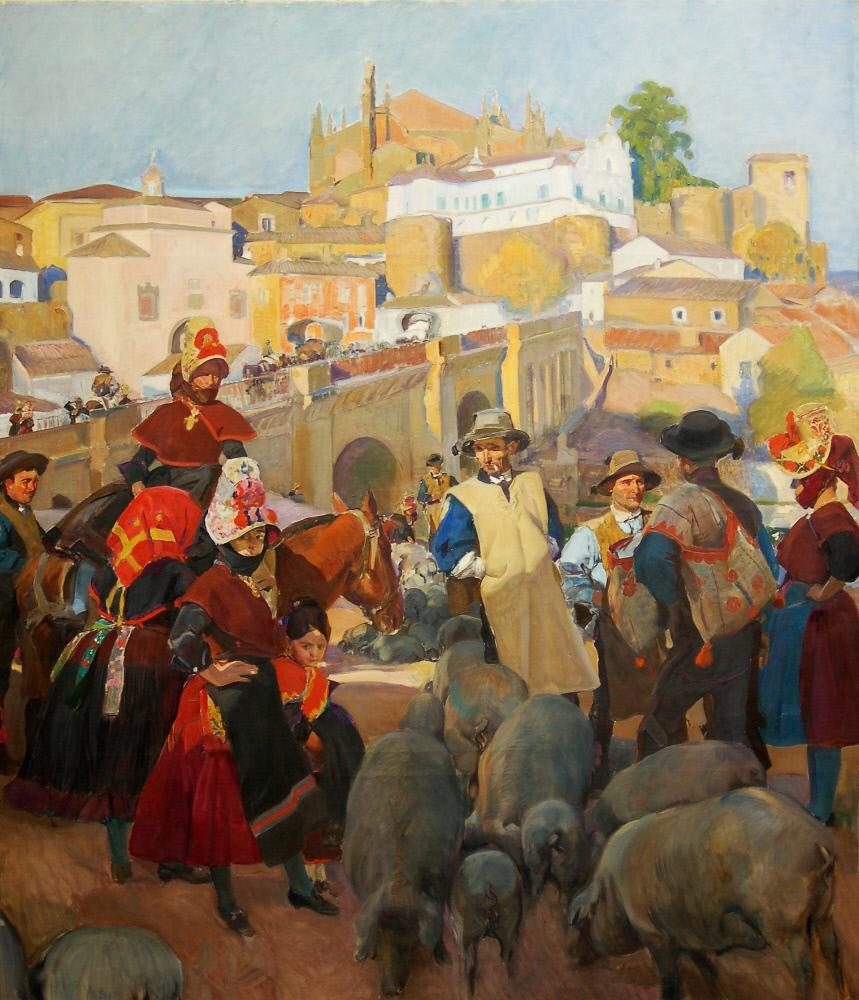
Extremadura. El mercado (1917)
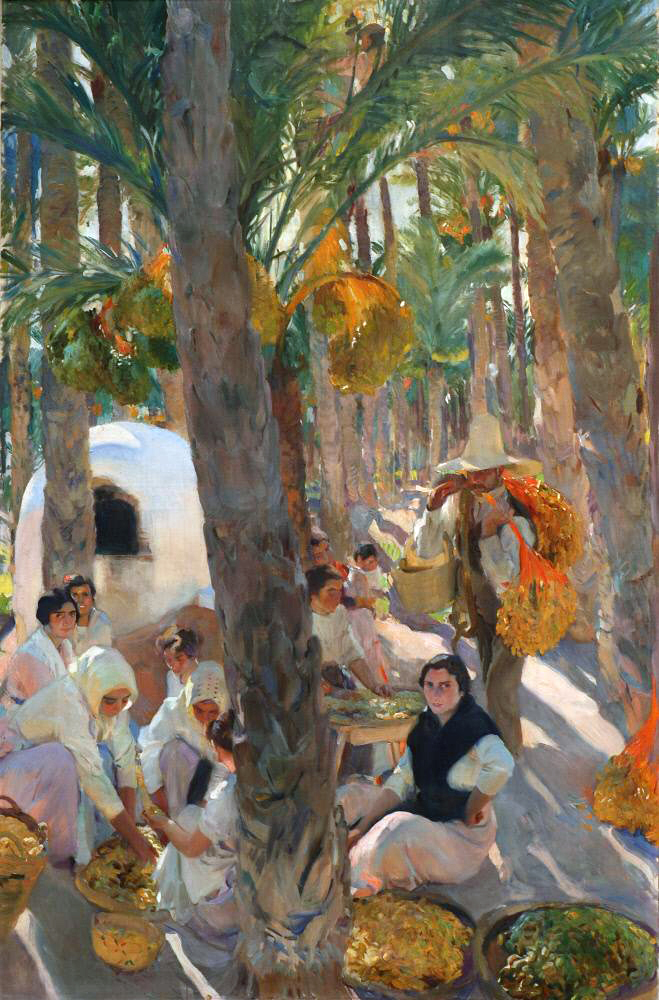
Elche. El palmeral (1918–1919)
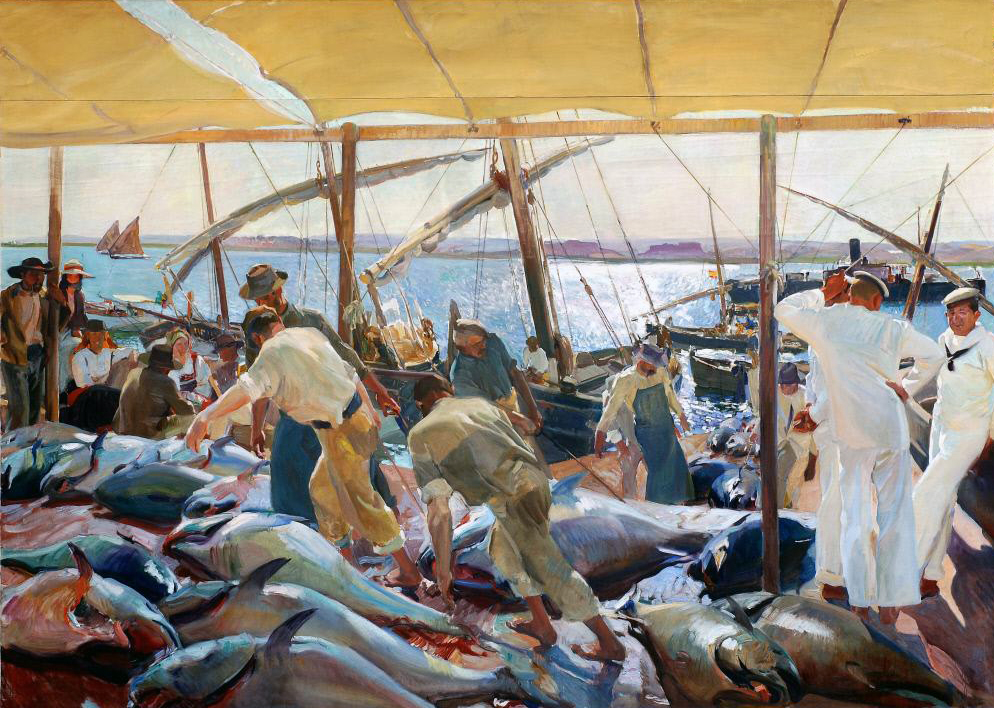
Ayamonte. La pesca del atún (1919)